# 生命之花

生命之花。

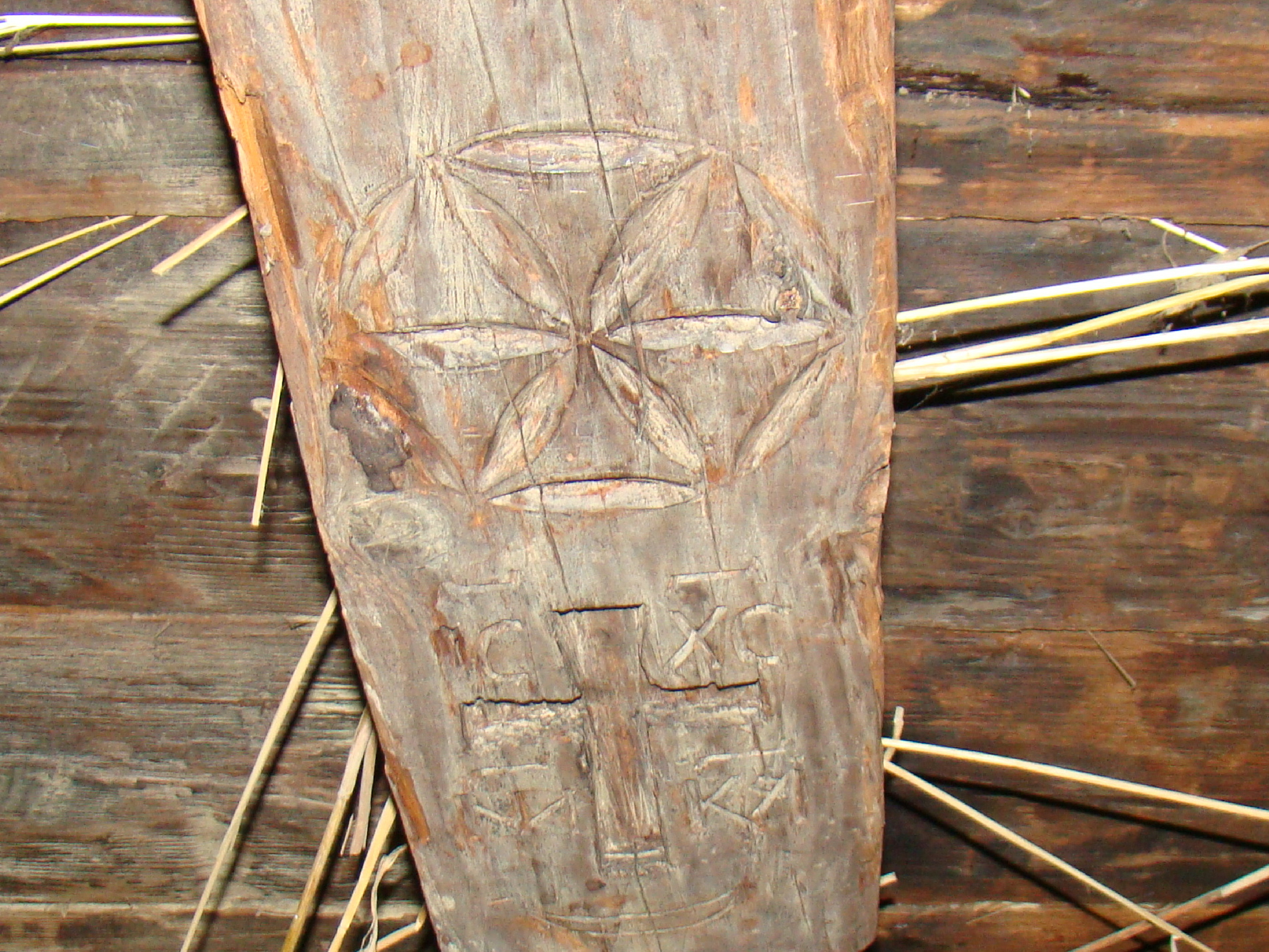
幾何符號，包含一個“生命之花”花環，刻在天花板的頂樑上，年代源於西元1681年，薩諾克鄉村建築博物館（Rural Architecture Museum of Sanok），波蘭。這些符號被認為可保護其免受雷擊。

生命之花（Flower of Life）是由新紀元運動（New Age movement）之發起人德隆瓦洛·麥基洗德（Drunvalo Melchizedek）給予一個均勻間隔、重疊交叉且多個組成的圓之幾何形狀的命名。這個圖形是一個花狀般的花紋且呈現一個對稱（symmetrical）的六邊形結構。
“生命之花”圖形由七個或是更多重疊的圓組成，其中每一個圓的中心都是在六個直徑相同的圓周的周邊上。然而，圈周不用明顯地或完全地拉伸；事實上，一些古老的符號中被稱作為生命之花的例子只包含一個圓形或六邊形。

## 外部連結
- http://originalburn.com/knickknacks/flower_of_life_giant （页面存档备份，存于） - animated creation of the Flower of Life using PaperJS